# زولنوپسین
زولنوپسین (به انگلیسی: Solenopsin) با فرمول شیمیایی C۱۷H۳۵N یک ترکیب شیمیایی با شناسه پاب‌کم ۱۶۰۴۳۴۷۵ است. که جرم مولی آن ۲۵۳٫۴۶۶۵ g/mol می‌باشد. 